# Скулптура „Мир“
Скулптура „Мир“ налази се у Бањој Луци, израђена је 2013. године, поводом 18. годишњице од потписивања Дејтонског мировног споразума. Скулптура је дјело академика Миливоја Унковића. Скулптура је у облику голуба. Голубови као устаљен и препознатљив симбол мира су основно полазиште идеје. Израда гипсаног модела и одлијевање у бронзу одвија се директно у финалном материјалу. Од равних челичних плоча, коректура је сведена на минимум. Прецизним обликовањем, кројењем и спајањем дефинисана је финална форма. Овдје је доминантна идеја челика, ватре и умјетничке визије пред којом челик губи сваки отпор и послушно се повија по жељи умјетника. Скулптура је лишена свих банализација описности а форма грађења модерним скулпторским приступом, са доминантним ауторским печатом препознатљивости. Скулптура је монументалних димензија 650×750×150 центиметара.

## Скулптура
Скулптура је умјетност обликовања тродимензионалних облика (кипова) у материјалима као што су: камен, мермер, дрво, метал, глина, стакло, пластика и други. Већина скулптура има чисто естетски или умјетнички циљ. Када тродимензионални објекат, скулптура, има осим умјетничког и употребни аспект можемо га назвати скулптуром само уколико је умјетнички аспект предоминантан.
Овим догађајем Република Српска је показала како је посвећена миру и слову Дејтонског мировног споразума. Скулптура остаје трајно обиљежје Града која ће бити незаобилазна за све оне који у њега долазе. — Предсједник РС - Милорад Додик за "Независне новине" 21.новембар 2013.
 У име свих борби српског народа за слободу и мир, моја скулптура "Мир" као трајна порука симболички интегрише све наше слободарске и мриољубиве тековине. — Миливоје Унковић за "Независне новине" 21.новембар 2013.

## Дејтонски мировни споразум
Дејтонски мировни споразум, потписан је у Паризу 14. децембра 1995. године, којим је прецизирано да је БиХ састављена од два конститутивна ентитета - Републике Српске и Федерације БиХ. Овим споразумом окончан је Грађански рат у БиХ до којег је дошло након разбијања некадашње Југославије и сецесије неких њених република. Овај Општи оквирни споразум за мир у Босни и Херцеговини парафиран је претходно у војној бази "Рајт - Петерсон" код Дејтона, у америчкој држави Охајо.